# Église Saint-Pierre de Lutz-en-Dunois
Pour les articles homonymes, voir Église Saint-Pierre.
L'église Saint-Pierre est une église catholique située à Lutz-en-Dunois dans le département français d'Eure-et-Loir, en région Centre-Val de Loire.

## Historique
L'église Saint-Pierre de Lutz-en-Dunois est une église romane des XIIe, XIVe et XVIe siècles, classée monument historique en 1944.

## Description

### Extérieur

Extérieur de l'église Saint-Pierre
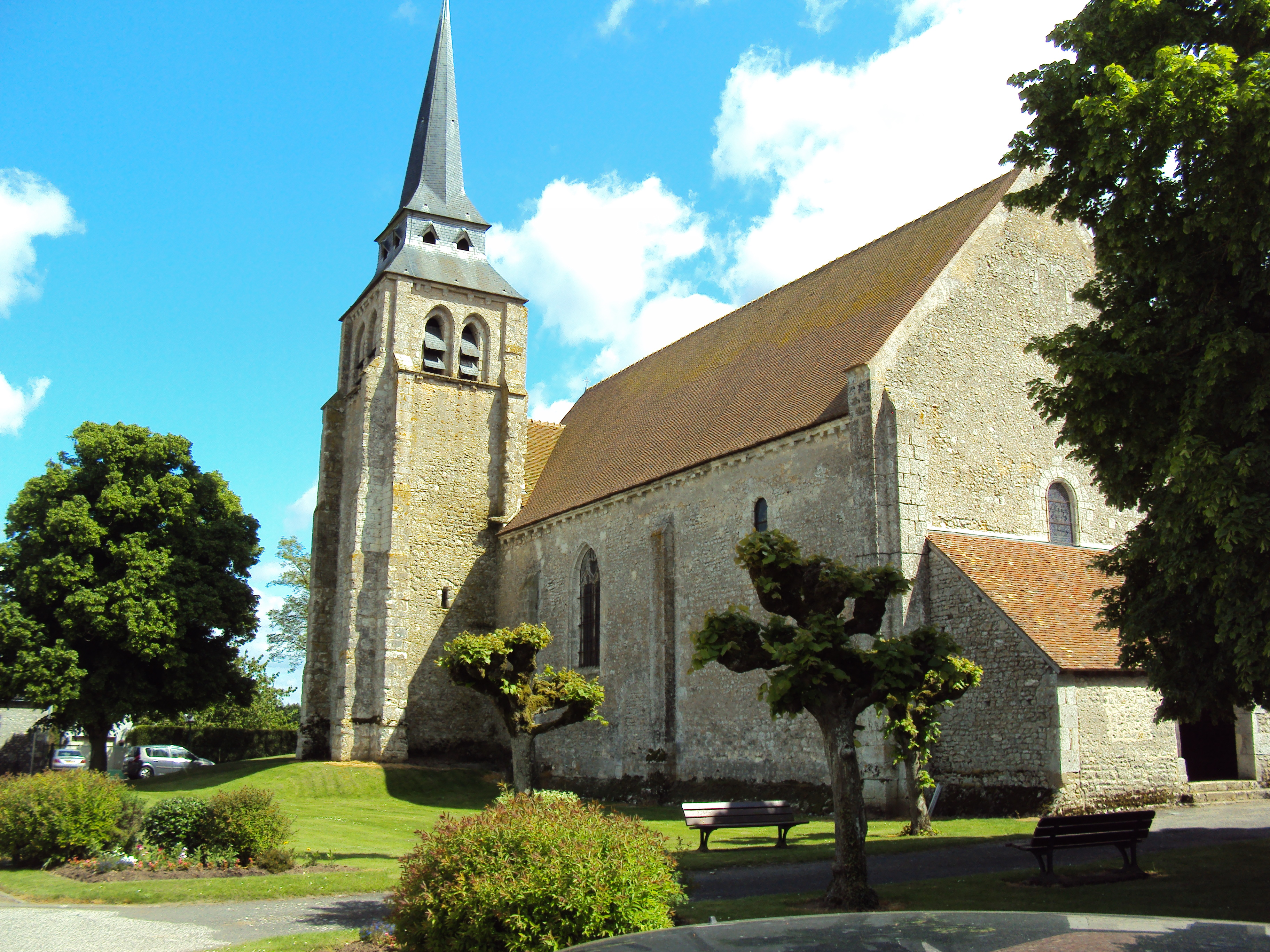
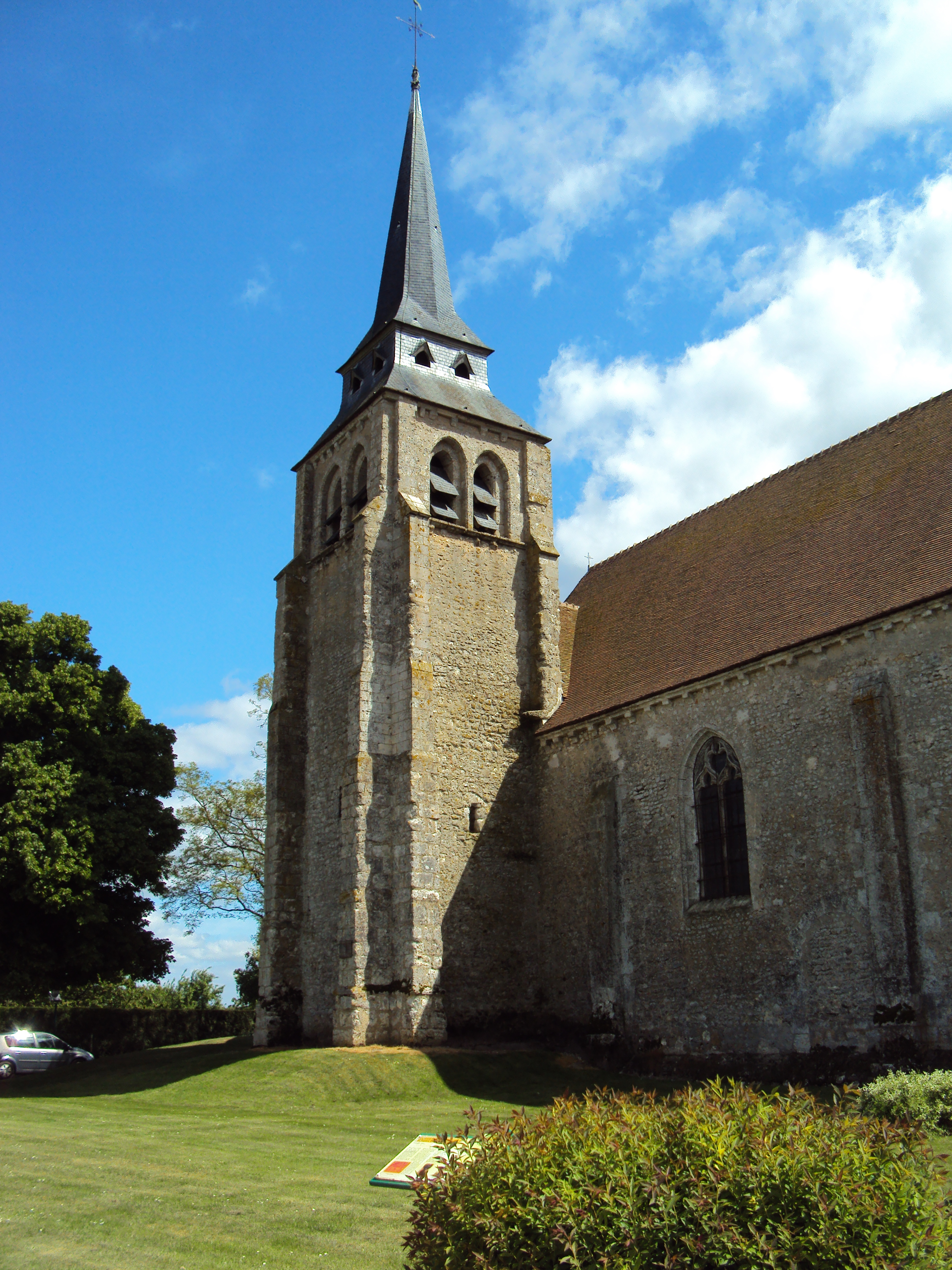
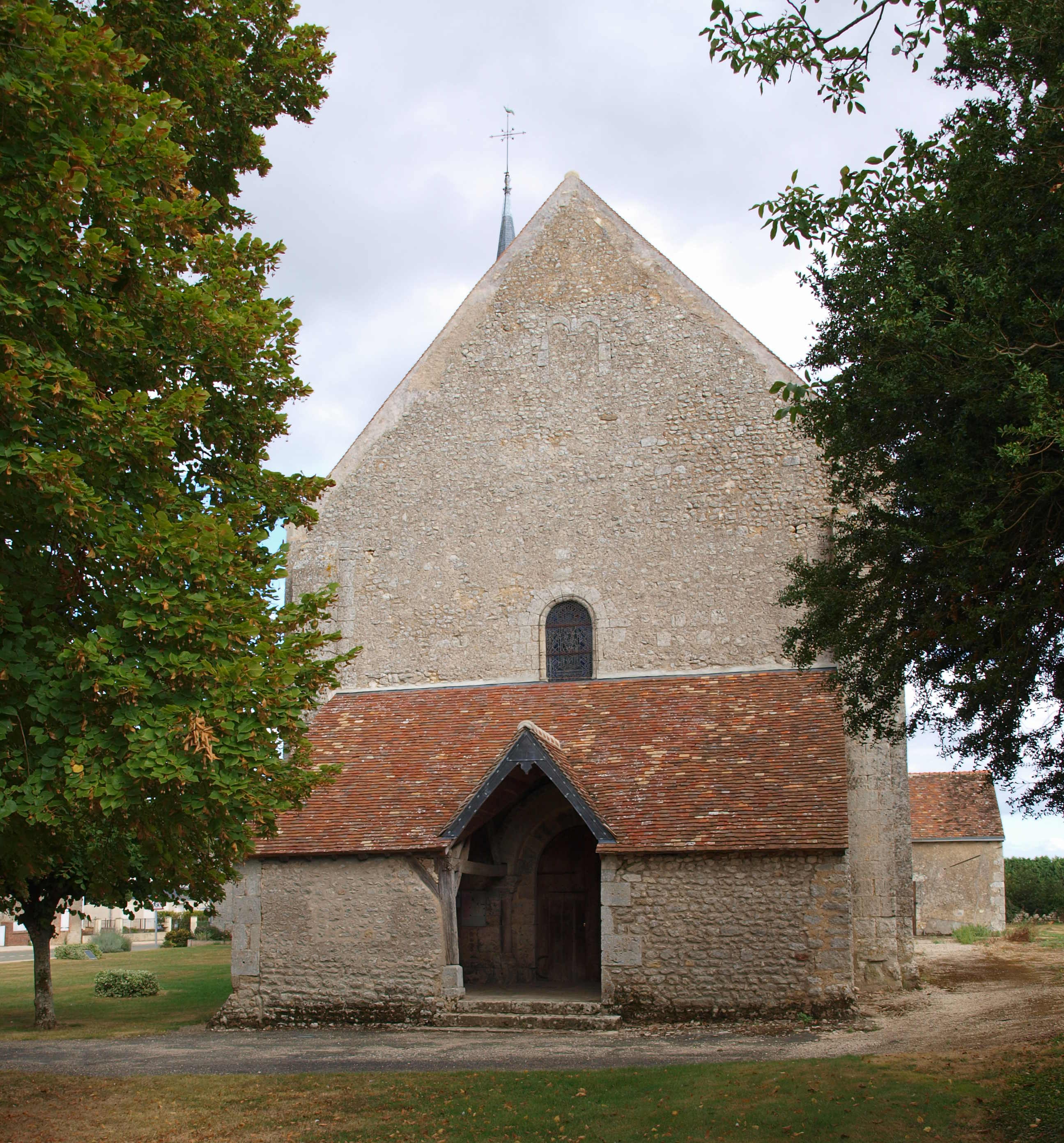
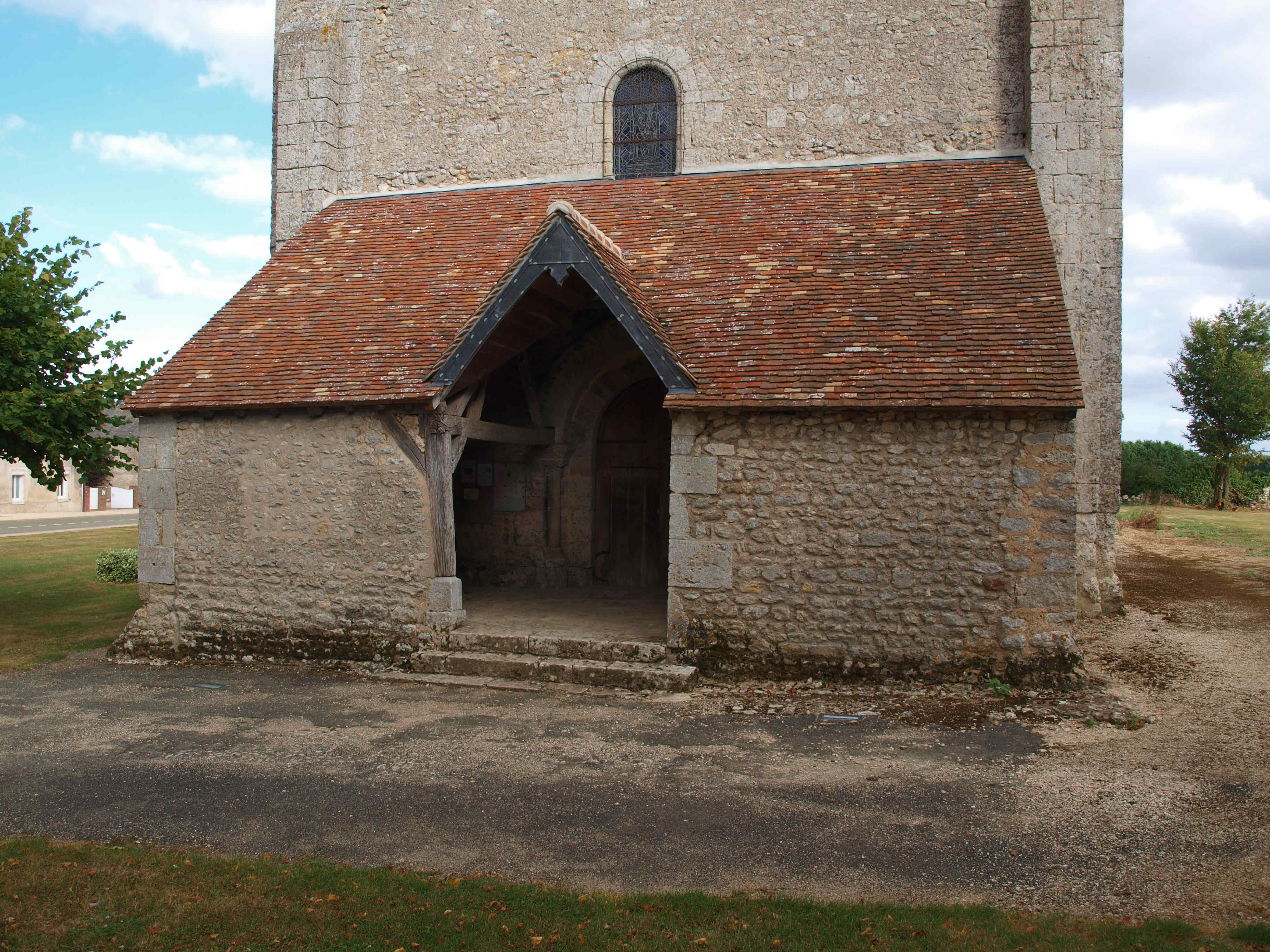

### Intérieur

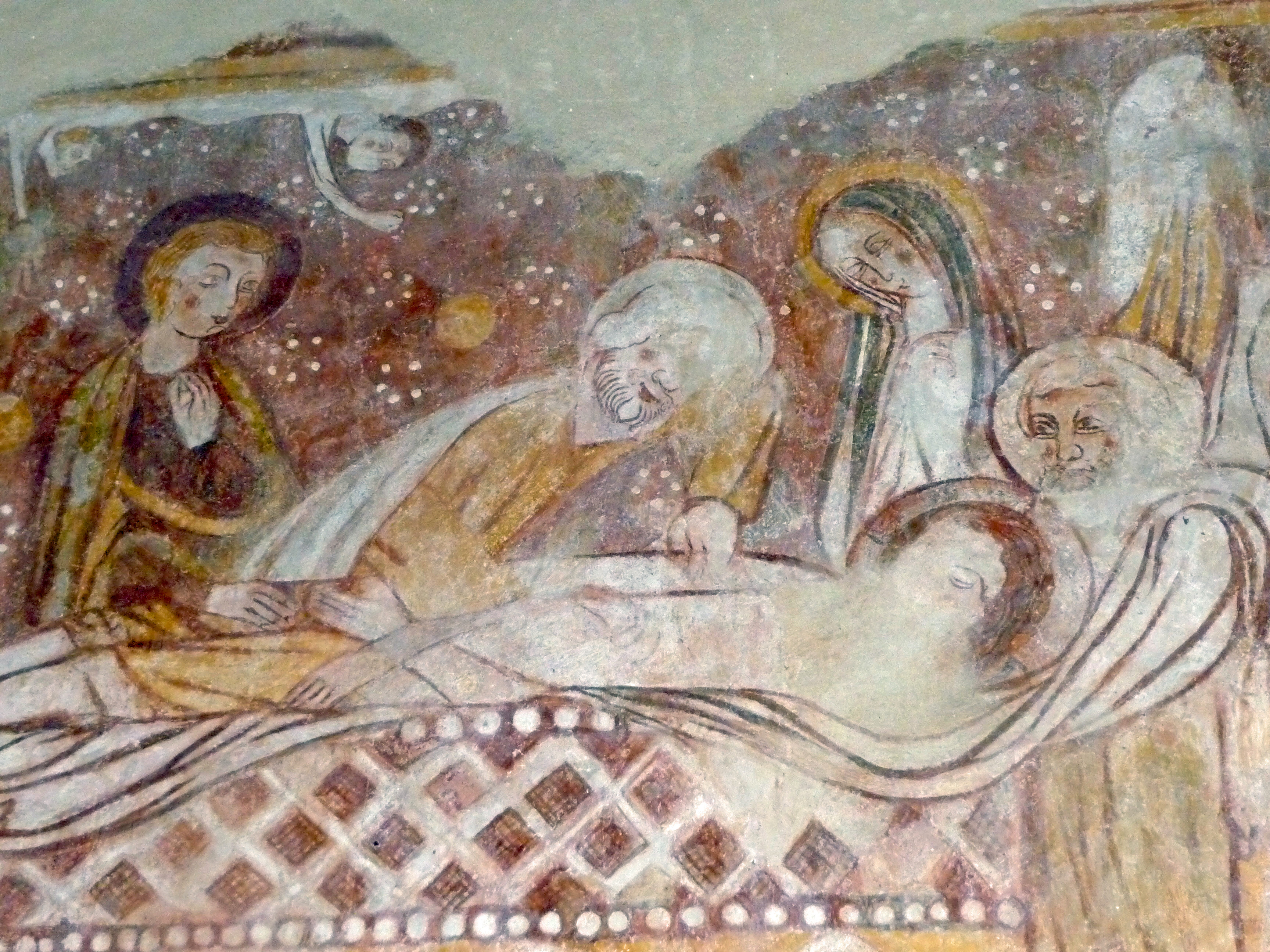
Peinture murale La Mise au tombeau.

L'église abrite des peintures murales du XIIIe siècle, classées à titre d'objets monuments historiques en 1944 : 
- L'entrée du Christ à Jérusalem ;
- Les apôtres ;
- La Mise au tombeau ;
- L'Apparition à Madeleine ;
- La Descente aux Limbes ;
- Le Pèsement des âmes ;
- L'archange saint Michel.